# پیرالبرتو کارارا
پیرالبرتو کارارا (انگلیسی: Pieralberto Carrara؛ زادهٔ ۱۴ فوریهٔ ۱۹۶۶) ورزشکار دوگانه اهل ایتالیا است.